# Mio (odrůda jablek)

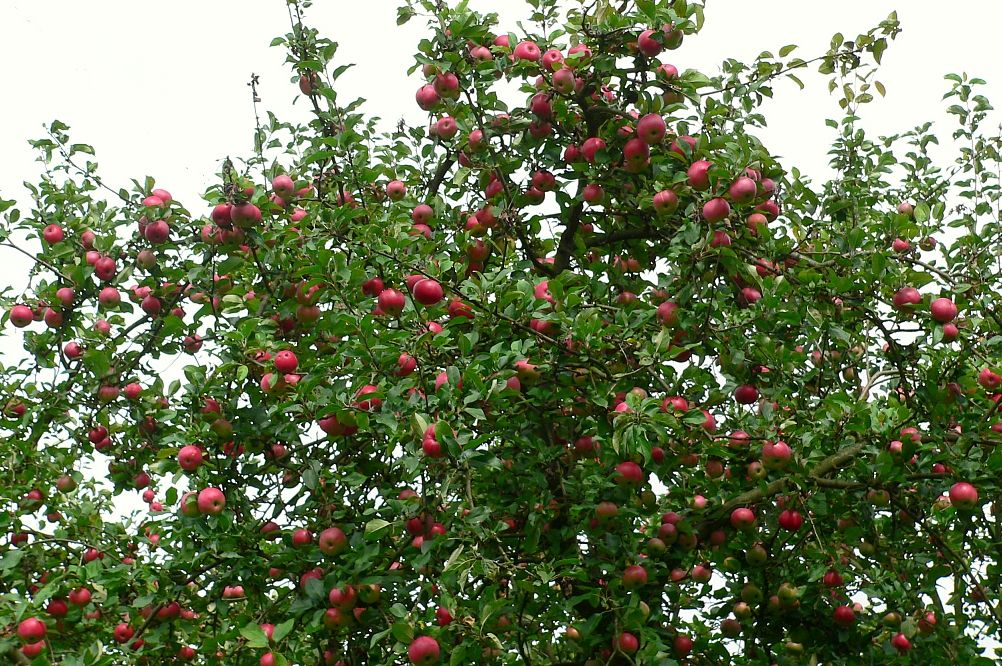
Jabloň 'Mio'

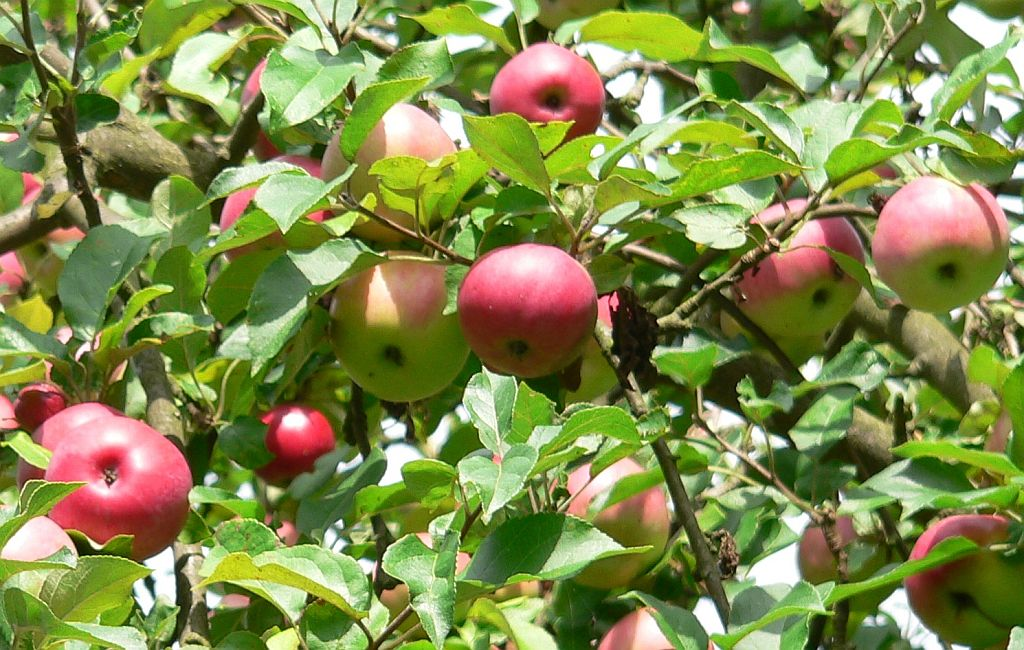
Jabloň odrůdy 'Mio'

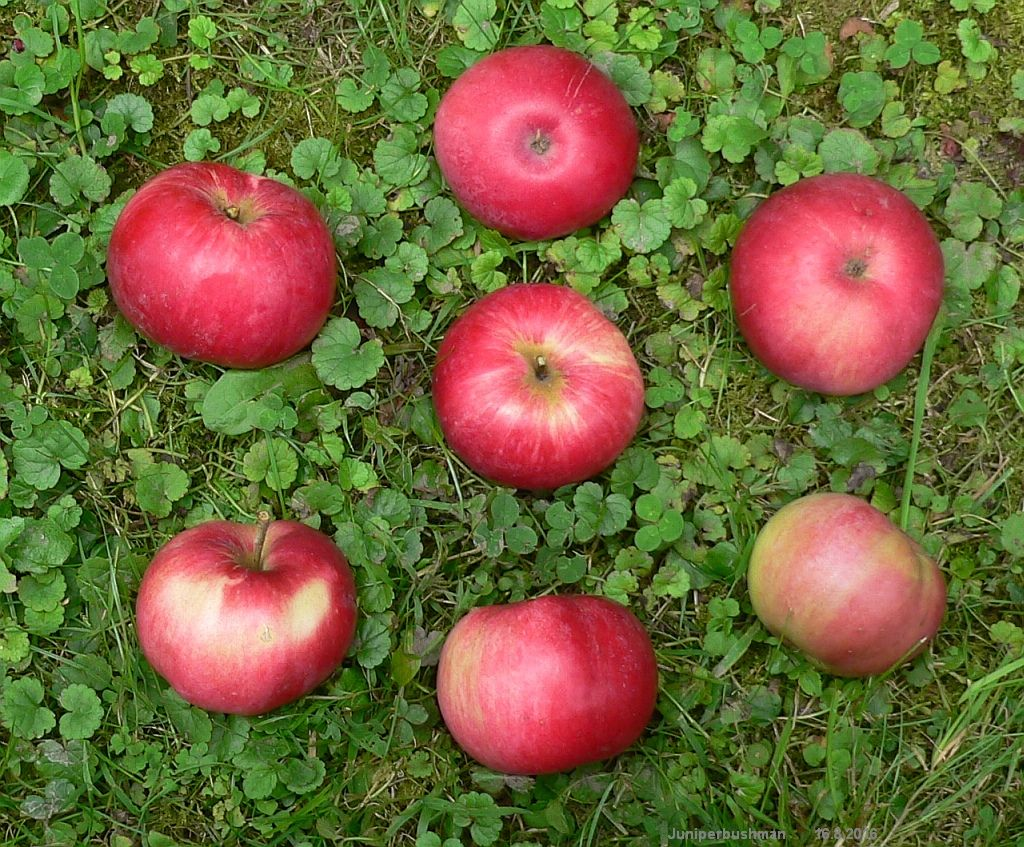
Plody jabloně odrůdy 'Mio'

Mio (Malus domestica 'Mio') je ovocný strom, kultivar druhu jabloně domácí z čeledi růžovitých. Řadí se mezi letní odrůdy. Název 'Mio' byl zvolen podle hrdiny knihy Astrid Lindgrenové „Mio, můj Mio“.

## Historie

### Původ
Vyšlechtil je E. Johanson v zahradnické výzkumné stanici v Alnarpu (Lomma) ve Švédsku jako kříženec  'Worcesterská parména'  ×  'Oranie' . V roce 1956 ho uvedla na trh firma „Alnarps Gardens“.

### Rozšíření
V Československu se začalo zkoušet na přelomu 60. a 70 let a záhy se začalo s jeho množením.

## Vlastnosti

### Růst
Roste středně bujně. Vytváří dlouhé tenké ohebné letorosty se slabým plodným obrostem a koruna se zahušťuje převislými větvemi. Je nutný pečlivý výchovný a prosvětlovací řez. Díky tenkým větvím a bohaté násadě plodů vytváří převislé koruny. Doporučuje se roubování na méně bujné podnože.

### Plodnost a zralost
Plodí záhy, pravidelně a hojně. Plody jsou většinou jednotlivě a rovnoměrně roptýleny po celé koruně. Plody dozrávají postupně od poloviny srpna do poloviny září.

### Plod
Plody jsou kulovité, mírně spoštělé, středně veliké, při nadúrodě menší. Základní barvou plodů je žlutá, která je z větší části (někdy zcela) překryta zářivou červení. Červená plocha je zčásti slabě žíhaná. Slupka je hladká, lesklá. Dužnina je bílá, křehká, velmi šťavnatá, chuťově sladce navinulá, dobrá až velmi dobrá a na řezu jen slabě hnědne. Plody je možno v chladu asi měsíc skladovat bez výrazné újmy na kvalitě.

### Choroby a škůdci
Proti strupovitosti a padlí je velmi odolné. Proti mrazu je 'Mio' dostatečně odolné.

## Hodnocení
Oproti jiným letním odrůdám má poměrně dlouhou dobu zpracovatelnosti. Plody jsou velmi atraktivní, jsou vhodné k přímé konzumaci i ke kuchyňskému zpracování. Z přebytečných plodů lze vyrobit velice kvalitní mošt.